# Frame (Waffe)
Die Frame oder Framea ist ein germanischer Wurf- und Nahkampfspieß.

## Beschreibung
Als verhältnismäßig leichter Speer mit einer knappen und kurzen, aber sehr scharfen Eisenspitze wird die Frame von Tacitus bezeichnet, ebenso, dass sie die am häufigsten geführte Waffe der Germanen sei. Dokumentarisch gesichert hat er sogar den germanischen Namen registriert: Frame. Die Frame werde sowohl vom Fußvolk als auch von der Reiterei verwendet. Schwerter und schwere Lanzen oder Spieße würden, so berichtet er, auch wegen des hohen Preises von Eisen, nur von wenigen getragen. Das stimmt mit der Häufigkeit solcher Waffen im archäologischen Fundbestand gut überein. Von großer Relevanz ist der ebenfalls von Tacitus überlieferte Sachverhalt, dass man jene Framen sowohl als Wurfspeer als auch im Nahkampf einsetzte. Dies lässt sich bei Speerschäften, die in nordischen Moorfunden erhalten geblieben sind, anhand von Hiebmarken nachvollziehen.
Unter den Germanen war die Frame neben dem Schild das wichtigste Statussymbol des freien Mannes, das bei öffentlichen Beratungen wie auch bei Zechgelagen stets mitgeführt wurde.

## Etymologie
Das Wort lat.-germ. framea ist eine Latinisierung von urgerm. *framjō- f. wobei das -e- anstelle von zu erwartendem -i- als lat. Vulgarismus anzusehen ist. Das Wort ist von dem Verb urgerm. *framje/a- 'vorwärtsbringen, vollführen' (fortgesetzt in ahd. frem[m]en, as. fremmian, ae. framian, fremman, afries. frem[m]a, aisl. fremja) abgeleitet.